# Ewa Czeszejko-Sochacka
Ewa Jadwiga Czeszejko-Sochacka z domu Łukomska (ur. 3 stycznia 1954 w Warszawie) – polska działaczka społeczna, menedżer kultury i polityk, posłanka na Sejm VII kadencji.

## Życiorys
W 1977 ukończyła filologię polską na Uniwersytecie Warszawskim. Odbyła również studia podyplomowe w Akademii Leona Koźmińskiego. Zawodowo związana z branżą kulturalną, była m.in. wiceprezesem Międzynarodowego Stowarzyszenia Miłośników Muzyki Polskiej im. Ignacego Jana Paderewskiego. Założyła fundację Promocja Talentu, przyznającą stypendia uzdolnionym młodym artystom. Była pełnomocnikiem prezydenta m.st. Warszawy ds. uzyskania tytułu Europejskiej Stolicy Kultury 2016.
W wyborach w 2011 bez powodzenia kandydowała do Sejmu w okręgu stołecznym, otrzymując 2466 głosów. Posłanką VII kadencji została jednak 7 listopada 2014, zastępując Donalda Tuska, który zrzekł się mandatu w związku z przygotowaniami do objęcia stanowiska przewodniczącego Rady Europejskiej. W wyborach w 2015 nie uzyskała poselskiej reelekcji.
Odznaczona Krzyżem Kawalerskim Orderu Odrodzenia Polski (1999).